# Liste de pays par dette extérieure
Cet article concerne la dette totale d'un pays. Pour la dette publique, voir Liste de pays par dette publique.
Ceci est la liste des pays par dette extérieure, le total des dettes publiques et privées dues aux non-résidents et remboursables en monnaies internationales, en biens ou en services. La dette publique est due par tous les niveaux de gouvernements, centraux ou locaux, et la dette privée est due par les foyers ou les entreprises du pays. 
Il s'agit néanmoins d'une dette totale brute (les actifs financiers sur l'extérieur ne sont pas déduits), et qui inclut les dépôts bancaires (lesquels sont des dettes pour les banques, ce qui explique par exemple la dette totale d'un pays tel que le Luxembourg). 
Afin de donner un élément de comparaison, la position nette de la France selon la Banque de France était négative, fin 2011, de 429,6 milliards d'euros (21,1 % du PIB) 
Pour une liste spécifique concernant la dette publique voir Liste de pays par dette publique.
| Rang | Pays                             | Dette extérieure Dollars US | Date                   | Par habitant, US dollars | % du PIB, |
| ---- | -------------------------------- | --------------------------- | ---------------------- | ------------------------ | --------- |
| 12   | États-Unis                       | 34 200 000 000 000          | Octobre 2024           | 102 000                  | 130       |
| 40   | Chine                            | 11 400 000 000 000          | Octobre 2024           | 8 000                    | 85        |
| 15   | Union européenne                 | 14 500 000 000 000          | Octobre 2024           | 27 864                   | 93        |
| 16   | Royaume-Uni                      | 3 100 000 000 000           | Octobre 2024           | 46 000                   | 115       |
| 20   | Allemagne                        | 2 720 000 000 000           | Octobre 2024           | 32 261                   | 70        |
| 17   | Pays-Bas                         | 620 000 000 000             | Octobre 2024           | 34 800                   | 60        |
| 14   | France                           | 3 299 462 620 000           | 30 juin 2023           | 48 492                   | 115       |
| 1    | Japon                            | 13 100 000 000 000          | Decembre 2024          | 105 000                  | 260       |
| 9    | Irlande                          | 240 000 000 000             | Octobre 2024           | 46 000                   | 51        |
| 7    | Italie                           | 3 200 000 000 000           | octobre 2024           | 56 000                   | 155       |
| 14   | Espagne                          | 1 560 000 000 000           | octobre 2024           | 33 000                   | 120       |
| 12   | Belgique                         | 650 000 000 000             | Octobre 2024           | 55 000                   | 123       |
| 12   | Norvège                          | 1 300 000 000 000           | octobre 2024           | 24 500                   | 12        |
| 13   | Luxembourg                       | 20 000 000 000              | 31 décembre 2023       | 30 808                   | 25.7      |
| 18   | Suisse                           | 140 000 000 000             | 31 décembre 2024       | 15 471                   | 17,2      |
| 19   | Australie                        | 1 169 000 000 000           | 31 décembre 2010 est.  | 52 596                   | 95        |
| 15   | Canada                           | 1 009 000 000 000           | 30 juin 2010           | 29 625                   | 64        |
| 17   | Suède                            | 853 300 000 000             | 30 juin 2010           | 91 487                   | 187       |
| 16   | Autriche                         | 755 000 000 000             | 30 juin 2010           | 90 128                   | 200       |
| —    | Hong Kong                        | 750 800 000 000             | 31 décembre 2010 est.  | 105 420                  | 334       |
| 19   | Danemark                         | 559 500 000 000             | 30 juin 2010           | 101 084                  | 180       |
| 3    | Grèce                            | 410 000 000 000             | Octobre 2024           | 40 000                   | 185       |
| 11   | Portugal                         | 497 800 000 000             | 30 juin 2010           | 46 795                   | 130       |
| 22   | Russie                           | 480 200 000 000             | 30 novembre 2010 est.  | 3 421                    | 33        |
| 24   | Finlande                         | 370 800 000 000             | 30 juin 2010           | 68 960                   | 155       |
| 25   | Corée du Sud                     | 370 100 000 000             | 31 décembre 2010 est.  | 7 567                    | 37        |
| 26   | Brésil                           | 310 800 000 000             | 31 décembre 2010 est.  | 1 608                    | 15        |
| 27   | Turquie                          | 270 700 000 000             | 31 décembre 2010 est.  | 3 794                    | 36        |
| 28   | Pologne                          | 252 900 000 000             | 31 décembre 2010 est.  | 6 639                    | 54        |
| 29   | Inde                             | 100 000 000 000             | 31 décembre 2010       | 195                      | 15        |
| 30   | Mexique                          | 212 500 000 000             | 31 décembre 2010 est.  | 1 956                    | 20        |
| 31   | Indonésie                        | 196 100 000 000             | 31 décembre 2010 est.  | 837                      | 28        |
| 32   | Argentine                        | 160 900 000 000             | 30 septembre 2010 est. | 3 971                    | 43        |
| 33   | Hongrie                          | 148 400 000 000             | 31 décembre 2010 est.  | 14 821                   | 115       |
| 34   | Émirats arabes unis              | 122 700 000 000             | 31 December 2010 est.  | 24 273                   | 41        |
| 35   | Roumanie                         | 108 900 000 000             | 31 décembre 2010 est.  | 5 082                    | 67        |
| 36   | Ukraine                          | 97 500 000 000              | 31 décembre 2010 est.  | 2 144                    | 71        |
| 37   | Kazakhstan                       | 94 440 000 000              | 31 décembre 2010 est.  | 6 060                    | 68        |
| 38   | Israël                           | 89 680 000 000              | 31 décembre 2010 est.  | 12 070                   | 42        |
| 39   | République tchèque               | 86 790 000 000              | 31 décembre 2010 est.  | 8 260                    | 45        |
| 40   | Chili                            | 84 510 000 000              | 31 décembre 2010 est.  | 4 916                    | 42        |
| 41   | Arabie saoudite                  | 82 920 000 000              | 31 décembre 2010 est.  | 3 176                    | 19        |
| 42   | Thaïlande                        | 82 500 000 000              | 31 décembre 2010 est.  | 1 292                    | 26        |
| 43   | Afrique du Sud                   | 80 520 000 000              | 30 juin 2010 est.      | 1 613                    | 23        |
| 44   | Maroc                            | 75 470 000 000              | 30 avril 2016 est      | 2017                     | 67        |
| 45   | Malaisie                         | 72 600 000 000              | 31 décembre 2010 est.  | 2 570                    | 31        |
| 46   | Qatar                            | 71 380 000 000              | 31 décembre 2010 est.  | 41 988                   | 55        |
| 47   | Nouvelle-Zélande                 | 59 770 000 000              | Mars 2011              | 50 260                   | 127       |
| 47   | Philippines                      | 59 770 000 000              | 30 septembre 2010 est. | 636                      | 32        |
| 48   | Croatie                          | 59 700 000 000              | 31 décembre 2010 est.  | 13 519                   | 99        |
| 49   | Slovaquie                        | 59 330 000 000              | 30 juin 2010 est.      | 10 926                   | 68        |
| 50   | Colombie                         | 57 740 000 000              | 31 décembre 2010 est.  | 1 269                    | 20        |
| 51   | Pakistan                         | 57 210 000 000              | 31 décembre 2010 est.  | 343                      | 33        |
| 52   | Koweït                           | 56 810 000 000              | 31 décembre 2010 est.  | 15 754                   | 43        |
| 5    | Venezuela                        | 55 610 000 000              | 31 décembre 2010 est.  | 1 906                    | 175       |
| 54   | Irak                             | 52 580 000 000              | 31 décembre 2010 est.  | 1 641                    | 64        |
| 55   | Slovénie                         | 51 570 000 000              | 30 juin 2010           | 25 555                   | 108       |
| 56   | Bulgarie                         | 47 150 000 000              | 30 novembre 2010 est.  | 6 261                    | 99        |
| 2    | Soudan                           | 60 000 000 000              | fin 2023               | 1 300                    | 200       |
| 58   | Lettonie                         | 37 280 000 000              | 31 décembre 2010 est.  | 16 584                   | 155       |
| 6    | Liban                            | 100 000 000 000             | Octobre 2024           | 15 000                   | 175       |
| 60   | Vietnam                          | 33 450 000 000              | 31 décembre 2010 est.  | 379                      | 32        |
| 61   | Pérou                            | 33 290 000 000              | 31 décembre 2010 est.  | 1 126                    | 22        |
| 62   | Chypre                           | 32 610 000 000              | 31 décembre 2008 est.  | 37 812                   | 129       |
| 63   | Serbie                           | 30 900 000 000              | 30 novembre 2010 est.  | 4 178                    | 80        |
| 64   | Égypte                           | 30 610 000 000              | 31 décembre 2010 est.  | 391                      | 14        |
| 65   | Lituanie                         | 27 600 000 000              | 31 décembre 2010 est.  | 8 381                    | 76        |
| 66   | Biélorussie                      | 24 800 000 000              | 31 décembre 2010 est.  | 2 629                    | 45        |
| 67   | Bangladesh                       | 24 460 000 000              | 31 décembre 2010 est.  | 149                      | 23        |
| 69   | Estonie                          | 22 210 000 000              | 31 décembre 2010 est.  | 17 284                   | 112       |
| 9    | Singapour                        | 21 660 000 000              | 31 décembre 2010 est.  | 4 194                    | 145       |
| 71   | Cuba                             | 19 750 000 000              | 31 décembre 2010 est.  | 1 780                    | 34        |
| 72   | Tunisie                          | 42 000 000 000              | 31 décembre 2010 est.  | 1 779                    | 42        |
| 73   | Monaco                           | 16 500 000 000              | Juillet 2011 est.      | 5 265                    | 260       |
| 74   | Angola                           | 17 980 000 000              | 331 décembre 2010 est. | 944                      | 21        |
| 75   | Sri Lanka                        | 17 970 000 000              | 31 décembre 2010 est.  | 881                      | 36        |
| 76   | Guatemala                        | 17 470 000 000              | 331 décembre 2010 est. | 1 216                    | 42        |
| 77   | Équateur                         | 14 710 000 000              | 31 décembre 2010 est.  | 995                      | 25        |
| 78   | Bahreïn                          | 14 680 000 000              | 31 décembre 2010 est.  | 13 261                   | 65        |
| 79   | Panama                           | 13 850 000 000              | 31 décembre 2010 est.  | 3 927                    | 52        |
| 80   | République démocratique du Congo | 13 500 000 000              | 2009 est.              | 197                      | 122       |
| 81   | Uruguay                          | 13 390 000 000              | 31 décembre 2010 est.  | 3 989                    | 33        |
| 82   | République dominicaine           | 13 090 000 000              | 31 December 2010 est.  | 1 326                    | 25        |
| 83   | Iran                             | 12 840 000 000              | 31 décembre 2010 est.  | 170                      | 4         |
| 84   | Jamaïque                         | 12 660 000 000              | 31 décembre 2010 est.  | 4 660                    | 92        |
| 85   | Corée du Nord                    | 12 500 000 000              | 2001 est.              | 544                      | N/A       |
| 86   | Côte d'Ivoire                    | 11 600 000 000              | 31 décembre 2010 est.  | 527                      | 51        |
| 87   | Salvador                         | 11 450 000 000              | 31 décembre 2010 est.  | 1 953                    | 53        |
| 88   | Nigeria                          | 11 020 000 000              | 31 décembre 2010 est.  | 71                       | 5         |
| 89   | Oman                             | 8 829 000 000               | 31 décembre 2010 est.  | 2 962                    | 16        |
| 90   | Costa Rica                       | 8 550 000 000               | 31 décembre 2010 est.  | 1 874                    | 24        |
| 91   | Bosnie-Herzégovine               | 7 996 000 000               | 31 décembre 2010 est.  | 2 052                    | 48        |
| 92   | Kenya                            | 7 935 000 000               | 31 décembre 2010 est.  | 200                      | 25        |
| 93   | Syrie                            | 7 682 000 000               | 31 décembre 2010 est.  | 373                      | 13        |
| 94   | Zimbabwe                         | 7 662 000 000               | 31 décembre 2010 est.  | 609                      | 103       |
| 95   | Tanzanie                         | 7 576 000 000               | 31 décembre 2010 est.  | 183                      | 33        |
| 96   | Yémen                            | 7 147 000 000               | 31 décembre 2010 est.  | 293                      | 23        |
| 97   | Birmanie                         | 7 145 000 000               | 31 décembre 2010 est.  | 117                      | 17        |
| 98   | Ghana                            | 6 483 000 000               | 31 décembre 2010 est.  | 274                      | 21        |
| 99   | Libye                            | 6 378 000 000               | 331 décembre 2010 est. | 972                      | 9         |
| 100  | Malte                            | 5 978 000 000               | 31 décembre 2010       | 14 233                   | 72        |
| 101  | Laos                             | 5 797 000 000               | 2010 est.              | 900                      | 91        |
| 102  | Jordanie                         | 5 522 000 000               | 31 décembre 2010 est.  | 903                      | 20        |
| 103  | Macédoine                        | 5 485 000 000               | 30 septembre 2010 est. | 2 668                    | 60        |
| 104  | Arménie                          | 5 227 000 000               | 30 juin 2010           | 1 584                    | 56        |
| 105  | Maurice                          | 5 043 000 000               | 31 décembre 2010 est.  | 3 937                    | 52        |
| 107  | Turkménistan                     | 5 000 000 000               | 2009 est.              | 978                      | 25        |
| 106  | République du Congo              | 5 000 000 000               | 2000 est.              | 1 722                    | 155       |
| 108  | Mozambique                       | 4 990 000 000               | 31 décembre 2010 est.  | 231                      | 50        |
| 109  | Moldavie                         | 4 618 000 000               | 30 septembre 2010 est. | 1 296                    | 79        |
| 110  | Népal                            | 4 500 000 000               | 2009                   | 161                      | 35        |
| 111  | Cambodge                         | 4 338 000 000               | 31 décembre 2010 est.  | 304                      | 37        |
| 112  | Trinité-et-Tobago                | 4 303 000 000               | 31 décembre 2010 est.  | 3 502                    | 21        |
| 113  | Éthiopie                         | 4 289 000 000               | 31 décembre 2010 est.  | 51                       | 14        |
| 114  | Ouzbékistan                      | 4 236 000 000               | 31 décembre 2010 est.  | 150                      | 11        |
| 116  | Nicaragua                        | 4 030 000 000               | 31 décembre 2010 est.  | 693                      | 62        |
| 117  | Sénégal                          | 3 885 000 000               | 31 décembre 2010 est.  | 296                      | 30        |
| 118  | Kirghizistan                     | 3 738 000 000               | 30 juin 2010           | 699                      | 81        |
| 119  | Honduras                         | 3 540 000 000               | 31 décembre 2010 est.  | 465                      | 23        |
| 120  | Zambie                           | 3 495 000 000               | 31 décembre 2010 est.  | 264                      | 22        |
| 121  | Géorgie                          | 3 381 000 000               | 31 décembre 2009       | 771                      | 31        |
| 122  | Cameroun                         | 3 344 000 000               | 31 décembre 2010 est.  | 164                      | 15        |
| 123  | Azerbaïdjan                      | 3 221 000 000               | 31 décembre 2010 est.  | 2 439                    | 1         |
| 124  | Liberia                          | 3 200 000 000               | 2005 est.              | 930                      | 590       |
| 125  | Islande                          | 3 073 000 000               | 2002                   | 10 670                   | 35        |
| 126  | Guinée                           | 3 072 000 000               | 31 décembre 2009 est.  | 305                      | 68        |
| 127  | Somalie                          | 3 000 000 000               | 2001 est.              | 386                      | N/A       |
| 128  | Madagascar                       | 2 973 000 000               | 31 décembre 2010 est.  | 140                      | 36        |
| 129  | Bénin                            | 2 894 000 000               | 31 décembre 2009 est.  | 308                      | 43        |
| 130  | Ouganda                          | 2 888 000 000               | 31 décembre 2010 est.  | 85                       | 17        |
| 131  | Bolivie                          | 2 864 000 000               | 31 décembre 2010 est.  | 275                      | 15        |
| 132  | Albanie                          | 2 810 000 000               | 2009                   | 882                      | 23        |
| 133  | Mali                             | 2 800 000 000               | 2002                   | 254                      | 88        |
| 134  | Afghanistan                      | 2 700 000 000               | 2008-2009              | 92                       | 22        |
| 135  | Paraguay                         | 2 445 000 000               | 31 décembre 2010 est.  | 382                      | 13        |
| 136  | Gabon                            | 2 374 000 000               | 31 décembre 2021 est.  | 1 587                    | 18        |
| 137  | Namibie                          | 2 373 000 000               | 31 décembre 2010 est.  | 1 131                    | 20        |
| 138  | Botswana                         | 2 222 000 000               | 31 décembre 2010 est.  | 1 208                    | 16        |
| 139  | Niger                            | 2 100 000 000               | 2003 est.              | 178                      | 79        |
| 140  | Burkina Faso                     | 2 002 000 000               | 31 décembre 2010 est.  | 136                      | 23        |
| 141  | Tadjikistan                      | 1 997 000 000               | 31 décembre 2010 est.  | 262                      | 35        |
| 142  | Mongolie                         | 1 860 000 000               | 2009                   | 686                      | 41        |
| 143  | Tchad                            | 1 749 000 000               | 31 décembre 2008 est.  | 160                      | 21        |
| 144  | Sierra Leone                     | 1 610 000 000               | 2003 est.              | 340                      | 61        |
| 145  | Papouasie-Nouvelle-Guinée        | 1 548 000 000               | 31 décembre 2010 est.  | 238                      | 16        |
| 146  | Seychelles                       | 1 374 000 000               | 31 décembre 2010 est.  | 15 614                   | 147       |
| 147  | Malawi                           | 1 213 000 000               | 31 décembre 2010 est.  | 77                       | 24        |
| 148  | Burundi                          | 1 200 000 000               | 2003                   | 167                      | 202       |
| 149  | République centrafricaine        | 1 153 000 000               | 2007 est.              | 270                      | 68        |
| 150  | Palestine                        | 1 040 000 000               | 2010 est.              | 414                      | N/A       |
| 4    | Érythrée                         | 961 900 000                 | 31 décembre 2008 est.  | 195                      | 180       |
| 152  | Maldives                         | 943 000 000                 | 2010 est.              | 2 947                    | 50        |
| 153  | Guinée-Bissau                    | 941 500 000                 | 2000 est.              | 722                      | 259       |
| 154  | Bhoutan                          | 836 000 000                 | 2009                   | 1 193                    | 64        |
| 155  | Guinée équatoriale               | 832 000 000                 | 31 décembre 2010 est.  | 634                      | 6         |
| 156  | Guyana                           | 804 300 000                 | 30 septembre 2008      | 1 049                    | 42        |
| 10   | Barbade                          | 668 000 000                 | 2003                   | 2 456                    | 135       |
| 158  | Monténégro                       | 650 000 000                 | 2006                   | 939                      | 24        |
| 159  | Lesotho                          | 647 000 000                 | 31 décembre 2010 est.  | 255                      | 30        |
| 160  | Gambie                           | 530 000 000                 | 31 décembre 2010 est.  | 306                      | 50        |
| 161  | Suriname                         | 504 300 000                 | 2005 est.              | 1 011                    | 28        |
| 162  | Eswatini / Swaziland             | 497 000 000                 | 31 décembre 2010 est.  | 428                      | 14        |
| 163  | Saint-Vincent-et-les-Grenadines  | 479 000 000                 | 2010 est.              | 4 477                    | 85        |
| 164  | Djibouti                         | 428 000 000                 | 2006                   | 573                      | 56        |
| —    | Aruba                            | 478 600 000                 | 2005 est.              | 4 935                    | 21        |
| 165  | Antigua-et-Barbuda               | 359 800 000                 | Juin 2006              | 4 388                    | 36        |
| 166  | Haïti                            | 350 000 000                 | 31 décembre 2010 est.  | 36                       | 5         |
| 167  | Grenade                          | 347 000 000                 | 2004                   | 3 402                    | 74        |
| 168  | Bahamas                          | 342 600 000                 | 2004 est.              | 1 067                    | 6         |
| 5    | Cap-Vert                         | 325 000 000                 | 2024                   | 714                      | 150       |
| 170  | Sao Tomé-et-Principe             | 318 000 000                 | 2002                   | 2 193                    | 349       |
| 171  | Saint-Christophe-et-Niévès       | 314 000 000                 | 2004                   | 6 408                    | 79        |
| 172  | Sainte-Lucie                     | 257 000 000                 | 2004                   | 1 586                    | 32        |
| 173  | Comores                          | 232 000 000                 | 2000 est.              | 430                      | 115       |
| 174  | Dominique                        | 213 000 000                 | 2004                   | 3 000                    | 75        |
| 175  | Samoa                            | 177 000 000                 | 2004                   | 968                      | 47        |
| 176  | Îles Salomon                     | 166 000 000                 | 2004                   | 355                      | 44        |
| 177  | Belize                           | 1 010 000 000               | 2009 est.              | 3 079                    | 75        |
| —    | Bermudes                         | 160 000 000                 | 1999-2000              | 2 575                    | 5         |
| —    | Îles Cook                        | 141 000 000                 | 1996 est.              | 7 756                    | N/A       |
| 178  | Algérie                          | 126 900 000                 | 2022 est.              | 4,5                      | 0         |
| 179  | Îles Marshall                    | 87 000 000                  | 2008 est.              | 1 377                    | 54        |
| 180  | Vanuatu                          | 81 200 000                  | 2004                   | 389                      | 22        |
| 181  | Tonga                            | 80 700 000                  | 2004                   | 799                      | 33        |
| 182  | Îles Caïmans                     | 70 000 000                  | 1996                   | 2 078                    | 7         |
| 183  | Îles Féroé                       | 68 100 000                  | 2006                   | N/A                      | N/A       |
| 184  | États fédérés de Micronésie      | 60 800 000                  | 2005 est.              | 556                      | 25        |
| 185  | Groenland                        | 58 000 000                  | 2009                   | 1 035                    | 5         |
| 186  | Îles Vierges britanniques        | 36 100 000                  | 1997                   | N/A                      | N/A       |
| 187  | Nauru                            | 33 300 000                  | 2004 est.              | N/A                      | N/A       |
| 188  | Kiribati                         | 10 000 000                  | 1999 est.              | 120                      | 14        |
| 189  | Montserrat                       | 8 900 000                   | 1997                   | N/A                      | N/A       |
| 190  | Anguilla                         | 8 800 000                   | 1998                   | N/A                      | N/A       |
| 191  | Wallis-et-Futuna                 | 3 670 000                   | 2004                   | N/A                      | N/A       |
| 192  | Niue                             | 418 000                     | 2002 est.              | N/A                      | N/A       |
| 193  | Macao                            | 0                           | 2010                   | 0                        | 0         |
| 194  | Brunei                           | 0                           | 2005                   | 0                        | 0         |
| 195  | Fidji                            | 127 000 000                 | 2004 est.              | 150                      | 5         |
| 196  | Liechtenstein                    | 0                           | 2001                   | 0                        | 0         |
| 197  | Palaos                           | 0                           | 1999-2000              | 0                        | 0         |

## Voir Aussi
- Liste de pays par dette publique
- Balance des paiements